# Belisana mainling
Belisana mainling är en spindelart som beskrevs av Zhang, Zhu och Song 2006. Belisana mainling ingår i släktet Belisana och familjen dallerspindlar. Inga underarter finns listade.